# روسلان مجیدوف
روسلان مجیدوف (انگلیسی: Ruslan Majidov؛ زادهٔ ۲۲ اوت ۱۹۸۵) بازیکن فوتبال اهل جمهوری آذربایجان است.
از باشگاه‌هایی که در آن بازی کرده‌است می‌توان به باشگاه فوتبال کپز، باشگاه فوتبال اسپارتاک مسکو، باشگاه فوتبال نفتچی باکو، باشگاه فوتبال شوالان، باشگاه فوتبال آنژی مخاچ‌قلعه، باشگاه فوتبال ویدزف ووچ، باشگاه فوتبال گنجلربیرلیئی سومقاییت، باشگاه فوتبال گسترش فولاد تبریز، و باشگاه فوتبال سومقاییت اشاره کرد.
وی همچنین در تیم‌های ملی فوتبال زیر ۲۱ سال جمهوری آذربایجان و جمهوری آذربایجان بازی کرده‌است.